# Речник (садовое товарищество)

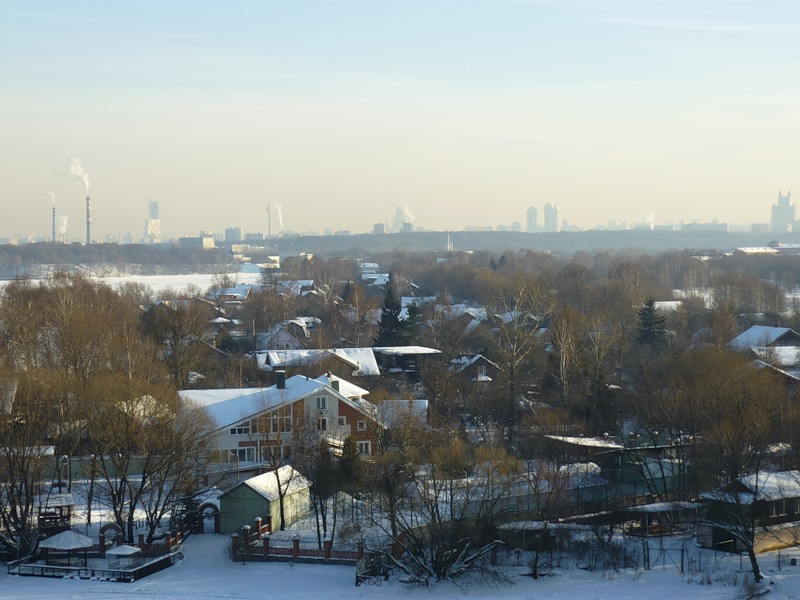
Посёлок «Речник», февраль 2010 года.

«Речни́к» — садовое некоммерческое товарищество на западе Москвы в районе Крылатское, основанное в 1950-е годы. Занимает площадь 20 гектар в пойме Москвы-реки. На начало 2010 года в нём находились как летние дачи, так и индивидуальные жилые дома для постоянного проживания.
В 1998 году часть территории товарищества была приписана к природоохранной зоне вновь образованного Москворецкого парка.
В конце 2005 года вокруг посёлка начал разворачиваться скандал, касающийся законности части построек, который привёл к сносу нескольких домов в 2010 году. К конфликту подключились депутаты Государственной думы, Общественная палата. Снос вызвал резонанс в СМИ. Общественная организация «Комитет „За гражданские права“» заявляла, что часть решений суда была принята в отсутствие ответчиков, а за сносом последовал ряд нарушений со стороны судебных приставов. По состоянию на начало 2018 года, проблема остаётся нерешённой.

## История возникновения
В 1956 году (по другим данным, в 1957 году или в 1955 году) работниками канала имени Москвы было основано садовое товарищество «Речник». Товариществу был выделен участок площадью около 30 га под коллективные яблоневые сады с запретом капитальной застройки.
15 февраля 1957 года был заключён договор между Объединённым правлением садоводов и Хорошёвским сельсоветом о передаче садоводам земельного участка в бессрочное пользование «под закладку плодово-ягодного сада». Согласно этому договору, садоводам разрешалось «возведение на садовых участках сборных щитовых построек летнего типа по единому архитектурному плану для хранения садового инвентаря, минеральных удобрений, укрытия от ненастной погоды, отдыха садоводов и членов их семей во время работы в коллективном саду». В решении исполкома Моссовета от 29 августа 1958 года организация коллективного садоводства была расценена как «самовольная» и «незаконная», договор садоводов с председателем Хорошёвского сельсовета был признан незаконным, в том же решении было указано, что на самовольно занятой территории «незаконно возведено около 50 павильонов» и что по генплану реконструкции Москвы эта территория предназначена «под устройство водохранилища, гребного канала и других сооружений для организации зоны массового отдыха населения». Этим решением исполком Моссовета постановил «просить исполком Мособлсовета обязать Кунцевский райисполком изъять» у садоводов земли и снести строения. 28 января 1959 года исполком Кунцевского райсовета решил изъять у садоводов земли и снести постройки. 7 мая 1959 года исполком Моссовета заявил, что «не возражает против сохранения существующих фруктовых посадок» «без права деления этой территории на индивидуальные участки и без права возведения каких-либо строений». 14 мая 1980 года исполком Моссовета в своём решении ещё раз отметил, что самовольно возведённые строения подлежат сносу. Несмотря на все эти решения, посёлок продолжал существовать.
На момент возникновения садоводческое товарищество находилось на территории Кунцевского района Московской области, вошедшего в состав Москвы лишь в 1960 году.
По состоянию на 2005 год 172 участка относились к территории ФГУП «Канал имени Москвы», остальные 43 — к территории города Москвы.
По состоянию на начало января 2010 года на территории «Речника» было расположено около 200 участков, в 50 из них владельцы жили круглый год. Среди жителей было — 150 ветеранов Великой Отечественной войны и заслуженных работников речного и морского флота. По другим данным — 84 из 200 построек принадлежало пенсионерам и ветеранам ВОВ.
Из документов на землю у них имелись лишь книжки, подтверждающие членство в садоводческом товариществе.

## Конфликт с регистрацией собственности

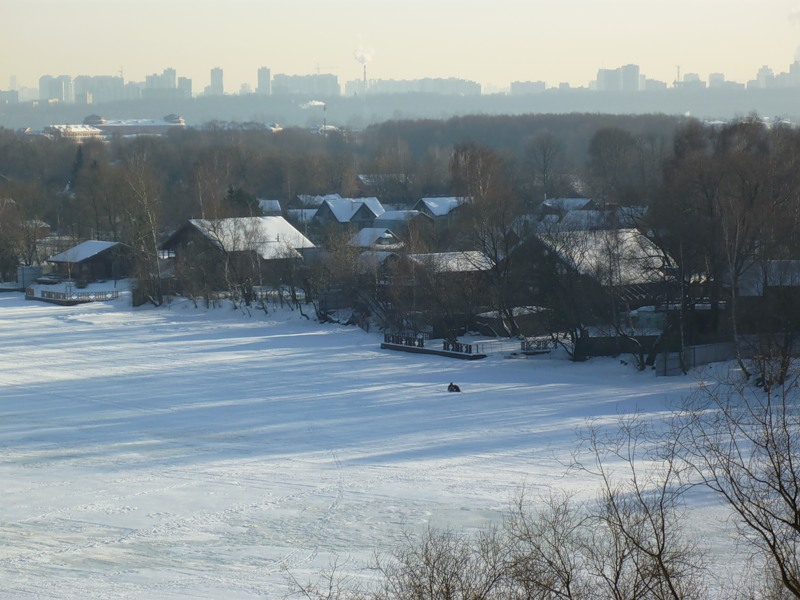
Посёлок «Речник», февраль 2010 года

Распоряжением правительства Москвы 29 декабря 1998 года территория была отнесена к природному парку «Москворецкий».
Жители «Речника» пытались оформить в собственность строения и землю под своими дачами, в которых они проживали не одно десятилетие, однако в этом им было категорически отказано властями.
В октябре 2005 года заместитель руководителя Федеральной службы по надзору в сфере природопользования Олег Митволь заявил, что посёлок «Речник» был построен незаконно и подлежит сносу.
В начале 2006 года Митволь обратился в прокуратуру Москвы с требованием проверить законность возведения в посёлке 400 домов. Митволь пояснил, что «владельцы этих коттеджей апеллируют документами полувековой давности, когда на месте их усадеб были сады. Но одно дело старый яблоневый сад, а другое дело — коттеджи».
В сентябре 2006 года землю посёлка закрепили за ФГУП «Канал имени Москвы».
1 сентября 2006 года вступил в силу закон о дачной амнистии, жители посёлка решили воспользоваться возможностью легализовать свои постройки, 25 человек подали документы в Федеральную регистрационную службу, однако в регистрации им было отказано без объяснений причин. У других жителей документы отказались даже принимать.
В мае 2007 года Межрайонная природоохранная прокуратуры Москвы заявила, что будет добиваться сноса «незаконно возведенных строений» в товариществе. Как утверждалось её представителями, строительство «создало реальную угрозу причинения непоправимого вреда окружающей среде, уничтожению части территории природного комплекса, имеющего большое рекреационное значение для города». Кроме того, отмечалось, что «установлено, что с самовольно занятыми земельными участками в отсутствие государственной регистрации совершается большое количество сделок по передаче имущественных прав на них».
Чуть позже главный архитектор Москвы Александр Кузьмин заявил: «Нарушений там [в дачных кооперативах „Речник“ и „Огородник“] масса. Системы канализации на территории обоих посёлков нет. То есть все отходы через почву сбрасываются в Москву-реку. Построены причалы, с которых владельцы этих особняков не только под парусами ходят, но и на моторных лодках. А топливо куда девается? Куда сливается масло?».
11 мая 2007 года прокуратура Москвы направила в суд 7 исков с требованием сноса строений в «Речнике».
С 18 мая 2007 года в посёлке было отключено электричество.
С 20 мая 2007 года было отключено городское водоснабжение и замурованы входные вентили.
В начале июля 2007 года Кунцевский суд Москвы удовлетворил два иска прокуратуры, постановив снести незаконные строения.
11 марта 2008 года Кунцевский районный суд подтвердил право жителей «Речника» на землю. Это решение было оспорено, и 17 июля 2008 года Московский городской суд вынес решение об освобождении земельных участков на территории природного парка «Москворецкий».
В 2009 году земли, расположенные вдоль поймы Москвы-реки, передали в федеральную собственность.
В мае 2009 года мэр Москвы Юрий Лужков подписал распоряжение, согласно которому на территории товарищества будет размещена парковая зона.
По утверждению «Новой газеты», с 2007 по 2009 годы, пока шла активная стадия судебных разбирательств по вопросу собственности, умерли 12 жителей посёлка — пожилых людей.
Выплаты компенсации за снос строений жителям «Речника» не предусмотрено, так как постройки не зарегистрированы.

## Позиции сторон

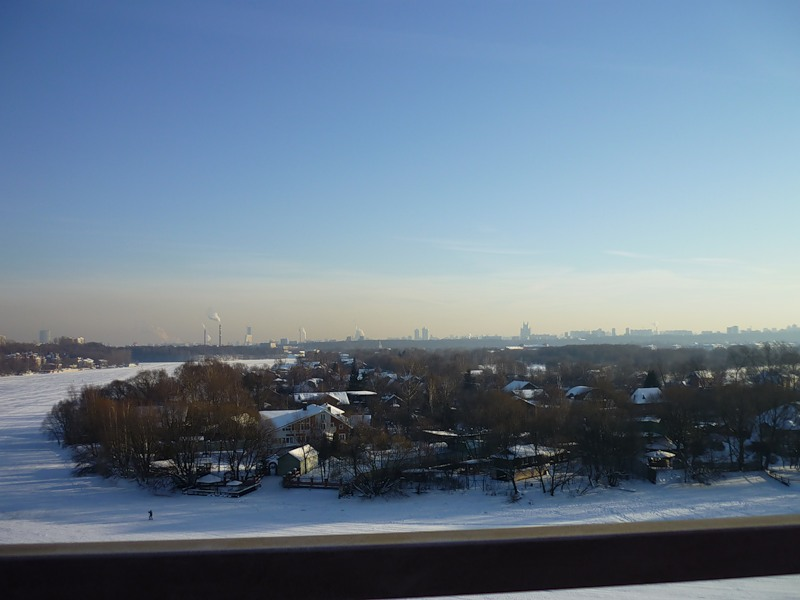
Посёлок «Речник», февраль 2010 года.

### Сторонники сноса
- Префект Северного административного округа Москвы Олег Митволь в январе 2010 года заявил[21]:

Согласно документам, которые мы собрали в ходе проверок и передали в прокуратуру, все строения в этом посёлке незаконны, и юридически такого посёлка нет. В 1953 году Моссовет передал группе работников коммунального хозяйства участки земли буквально «для выращивания яблок и груш». Ни о какой застройке этих участков никогда речи не было. Все происходило стихийно и без соответствующих разрешений. Люди каким-то образом доставали себе садовые книжки и начинали строиться. Только на основании этих садовых книжек. Но это все равно, что предъявлять садовые книжки для подтверждения, например, права собственности на автомобиль. И не понятно, как в посёлке появилось электричество, на основании чего он снабжается водой, теплом и проч. Соответственно ещё при советской власти были решения исполкомов о необходимости снести все постройки. Они не выполнялись, потому что в этом стихийном посёлке стали появляться не только сараи и сиротские домики садоводов, но и вполне дорогие дома депутатов разного уровня, металлургических олигархов, руководителей СМИ, бандитов и так далее. То есть людей, имеющих рычаги влияния на те или иные госструктуры.
- 27 января 2010 года префект Западного административного округа Москвы Юрий Алпатов утверждал, что жители «Речника» натравливают собак на москвичей, гуляющих в парке «Москворецкий»[22]:

Каждый месяц идут заявления граждан Москвы о том, что они не могут попасть на территорию у Москвы-реки. Их травят там собаками. Люди приходят с детьми, хотят пройти на территорию Москва-реки. Вместо этого их никто не пускает, травят собаками. Летом мне поступило три заявления об умышленной травле собаками.

### Противники сноса
Комитет «За гражданские права» утверждал, что жители товарищества получили право на собственность земельных участков согласно ряду постановлений Совета Министров СССР, договору между Хорошёвским сельсоветом Кунцевского района Московской области и товариществом, а также недавнему решению Арбитражного Суда Московского округа от 18.08.2009. По мнению Комитета, постановления давали право на бессрочное пользование землёй, так как права собственности в СССР как такового не было и земля принадлежала государству, а арбитражный суд закрепил своим решением право владения на участок площадью 55,96 га. за садовым товариществом «Речник», тем самым, делая незаконным любой снос без судебного разбирательства и возмещения стоимости имущества как того требует 35 ст. Конституции России. Кроме законодательных и договорных обоснований, авторы Комитета заявляли, что судебные приставы в процессе сноса уничтожили чужое имущество находившиеся в одном из сносимых домов, тем самым нарушив закон требующий проводить опись такового, а ряд судебных решений вообще был принят с грубейшими нарушениями в отношении третьих лиц и в их отсутствие, то есть в противозаконном порядке.

## Снос строений посёлка
В ночь на 21 января 2010 года около 2:30 ночи в посёлок прибыли более 150 сотрудников милиции, в том числе бойцы ОМОН и спецназ службы судебных приставов, а также строительная техника. Начался снос частных домов. В результате столкновений с милицией, пострадало трое жителей, которые были госпитализированы с травмами. 15 протестующих жителей были задержаны милицией. Операция по сносу началась в двадцатиградусный мороз.
Первым был разрушен небольшой щитовой домик Бориса Пискунова, который приехал на место событий уже после сноса.
По словам жительницы посёлка, педиатра Ангелины Абрамовой, чей дом был снесён вторым:
В 7 утра пришли люди, сказали, что сейчас меня снесут, и стали выкидывать вещи в окна. Я едва успела одеться
Как отмечают СМИ, родители Абрамовой получили землю в «Речнике» от Мосводоканала в 1956 году, трёхэтажный дом был построен по каркасной технологии в 2001 году на средства, полученные от продажи двухкомнатной квартиры.
Префект Западного административного округа Москвы Юрий Алпатов заявил, что дом Абрамовой продавался за 11 миллионов долларов.
По состоянию на 23 января были снесены 6 домов.
По состоянию на 26 января были снесены 8 домов; по данным службы судебных приставов, всего планируется снос 37 строений, на которые есть исполнительные листы решения судов.
3 февраля 2010 года Федеральная служба судебных приставов РФ заявила, что среди жителей посёлка, дома которых сносятся, нет ветеранов Великой Отечественной войны.
Также 3 февраля Кунцевский районный суд Москвы аннулировал собственное решение о сносе дома Ангелины Абрамовой по причине того, что оно принималось заочно, без участия домовладельца и при использовании чужих паспортных данных, как данных домовладельца. По словам адвоката, представляющей интересы Абрамовой, подобных судебных решений очень много.
В этот же день Олег Митволь написал заявление в милицию и ФСБ об анонимных угрозах физической расправы в свой адрес. Сам Митволь утверждает, что факс с угрозами был подписан именем одной из националистических организаций.
4 февраля 2010 года президент России Д. А. Медведев поручил Генеральной прокуратуре и контрольному управлению президента проверить соблюдение прав жителей посёлка «Речник» и обоснованность сноса домов, также президент обратил внимание на «недопустимость превращения решения подобных вопросов в некую кампанию».
5 февраля 2010 года Кунцевский районный суд Москвы отказался принять иск жителей «Речника» к Юрию Лужкову, Елене Батуриной, Виктору Батурину и префектуре Западного административного округа о компенсации материального и морального ущерба в связи с событиями в посёлке. Как сообщается, причиной отказа стало то, что истцы не являлись собственниками снесённых зданий.
6 февраля 2010 года Федеральная служба судебных приставов РФ сообщила, что один из активистов посёлка продал за 57 млн рублей земельный участок в «Речнике», не являясь ни владельцем, ни пользователем этого участка.
После президентских выборов 2012 года судебные приставы продолжили выселение жителей. По состоянию на 2018-й год, проблема принадлежности земельных участков остаётся нерешённой.

## Мнения о сносе посёлка
- 28-31 января 2010 г. Фонд «Общественное мнение», офис которого располагается рядом с посёлком «Речник» в ООПТ «Москворецкий»[41], провёл в Москве телефонный опрос[42]. 41 % опрошенных ФОМ считает, что власть действует неправильно, несправедливо в отношении «Речника». Причиной происходящего 32 % назвали «передел, захват земли, стремление к наживе».
- 26-31 января 2010 г. «Левада-Центр» провел представительный опрос 500 москвичей. Симпатии 49 % опрошенных оказались на стороне жителей «Речника»[43]. В конфликте по поводу сноса домов в посёлке «Речник» симпатии к местным жителям чаще всего высказывают женщины (53 %), москвичи 40-55 лет (54 %) и со средним специальным образованием (56 %). Сторону московских властей больше склонны поддерживать мужчины (11 %), москвичи старше 55 лет (14 %) и с образованием ниже среднего (14 %).
- По мнению журналиста «Российской газеты» Елены Яковлевой, имеет место двойственность стандартов и несправедливость по отношению к жителям сносимого «Речника». Яковлева предложила сперва разобраться с особняками чиновников и бизнесменов, построенных в нарушение закона на береговой линии Москва-реки на Рублёвке[29].
- Писатель Юлия Латынина сравнивает ситуацию со сносом посёлка с происходящим в странах третьего мира:

один из великих современных экономистов Эрнандо де Сото, он перуанец, — говорит о том, что страны третьего мира отстают, потому что в них не закреплены права собственности, потому что государство в любой момент может эту собственность отобрать. (…)Жители перуанских фавел или гаитянских трущоб, а даже если они занимаются бизнесом, у них никаких прав нет, они этот бизнес капитализировать не могут, кредит получить под этот бизнес на рынке не могут, собственность свою продать не могут, потому что она на птичьих правах
- Член Общественной палаты Александр Брод заявил[16]:

Здесь живут не олигархи, а люди среднего достатка. И где они будут дальше обитать, или пополнят армию бомжей, или будут навсегда просто морально и физически искалечены — никого не волнует
- Общественная организация «Союз садоводов России» заявила, что история, подобная той, что произошла с «Речником», может повториться в любом городе: чтобы изъять приглянувшийся кусок земли, городским чиновникам всего лишь потребуется объявить его «заповедником».[44] Поэтому обязательно необходимо пересмотреть законы, отвечающие за функционирование заповедников и других природно-охраняемых территорий.
- Префект Западного административного округа Москвы Юрий Алпатов заявил, что ряд СМИ искажает картину происходящего[45]:

Средства массовой информации нам показали, как жители «Речника» привезли дедушку, инвалида Великой Отечественной войны, вроде бы в противовес словам префекта. Этих людей там нет, их специально привезли, чтобы показать по телевидению с целью разжечь ситуацию. Показали не дом, а сарайчик, который прилегает к этому дому. Вчера в первый раз камера случайно захватила огромную лепнину, которую мы пытаемся снести. Он (дом) стоит не один миллион долларов. Там стоят замки… Мне известно, что туда очень часто ездят депутаты и руководители федеральных каналов. Я не могу сказать, что они являются собственниками, так как у них нет документов. Но я готов это показать. У меня есть материалы и фото.

## Интересные факты

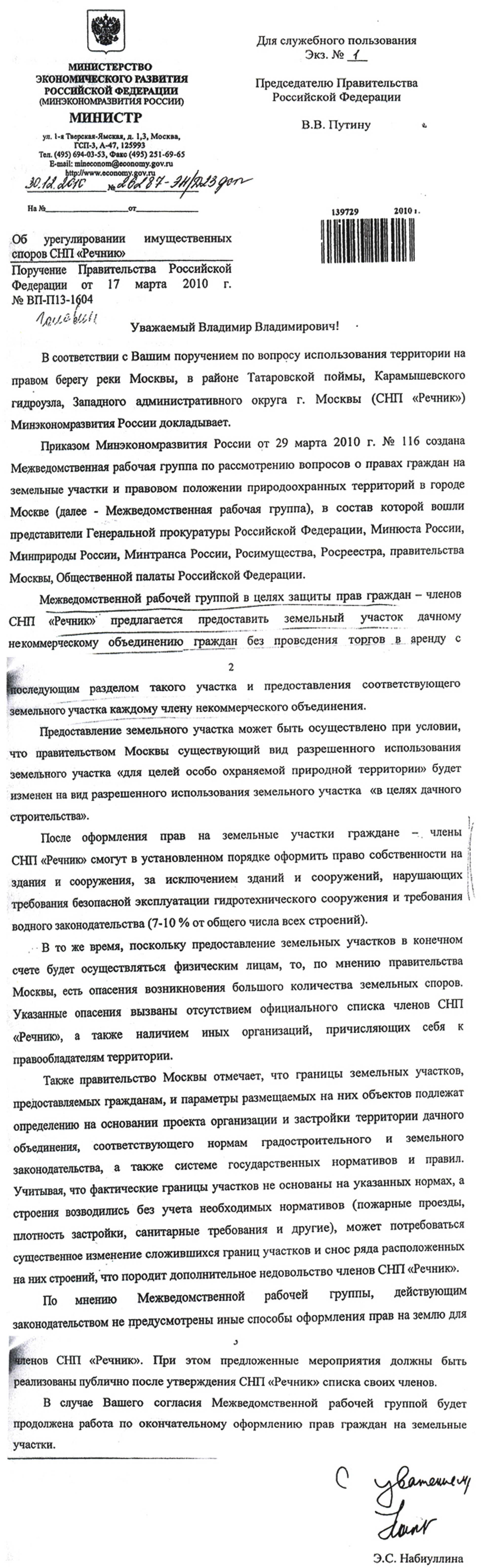
Отчёт Министерства Экономического Развития от 17 Марта 2010 года.

- Отчёт Министерства Экономического Развития от 17 Марта 2010 года.Журналисты «Новой газеты» утверждали, что по соседству с «Речником» на землях особо охраняемой природной территории парк «Москворецкий» в начале 2000-х годов был построен элитный жилой коттеджный посёлок «Остров фантазий», в котором, по их утверждению, проживают члены Совета Федерации, крупные бизнесмены и генералы спецслужб, однако его появление не вызвало нареканий со стороны властей[16]. В январе 2010 года мэр Москвы Юрий Лужков заявил, что посёлок «Остров фантазий» является следующим в очереди на ликвидацию, так как, по словам Лужкова, строители нарушили условия заключённого с городом инвестиционного контракта[46]. Глава московского департамента природопользования Леонид Бочин ранее говорил, что разрешительная документация на посёлок «Остров фантазий» получена мошенническим путём[46].
- Контролировать ситуацию вокруг «Речника» поручено министру Минэкономразвития Эльвире Набиуллиной[47][48], при том что у двух других министров есть своя недвижимость на «Острове фантазий»[49].
- В конце января 2010 года министр промышленности России Виктор Христенко и предприниматель Умар Джабраилов, проживающие в «Острове фантазий», выступили с заявлениями о том, что их жильё приобретено в соответствии с законодательством. По словам Джабраилова, «нельзя наказать людей дважды — мы уже и так пострадали, купив квартиры у застройщика, который должным образом не оформил строительную документацию»[50].
- Уже 11 февраля власти внезапно изменили свою позицию по отношению к «Острову фантазий» и заявили, что посёлок был «официально сдан госкомиссии», и поэтому сносу не подлежит[51]. Днём ранее Мосгордума приняла поправки к законодательству, разрешающие строительство на природных территориях капитальных объектов в физкультурно-оздоровительных, спортивных, эколого-просветительских и рекреационных целях[52].

Поручения Правительства Российской Федерации от 17.03.2010г (№ ВП-П13-1604)
Ответ из Министерства Экономического Развития Российской Федерации об урегулировании имущественных споров членов СНП «Речник»

## Судебные дела
- Дело А40-11433/08 (недоступная ссылка) по иску СНП «Речник» к МГУП «Мосводоканал» о возобновлении[53] отпуска питьевой воды.
- Дело А40-34556/08 (недоступная ссылка) по иску Росимущества к СНП «Речник».
- Дело А40-145764/09-49-725 (недоступная ссылка) по иску СНП «Речник» к правительству РФ о признании права бессрочного пользования землей.

1. Видеозапись судебного заседания от 26.08.2010
2. Видеозапись судебного заседания от 01.09.2010
3. Видеозапись судебного заседания от 02.09.2010

- Дело А40-10356/10 (недоступная ссылка) по иску СНП «Речник» к Правительству Москвы о признании недействительными конкурса по размещению государственного заказа на снос строений.
- Дело КГ-А40/7443-09[24] по иску ФГУП «Канал имени Москвы» и Департамента земельных ресурсов гор. Москвы к СТ «Речник» об освобождении самовольно занятого земельного участка.